# 百瀬さつき
百瀬さつき（ももせ さつき 1991年5月11日 - ）は、松竹芸能所属のピン芸人。長野県出身。身長162 cm、体重77 kg、血液型A型、靴サイズ24.5 cm。

## 来歴・人物
部活は中学生時代が卓球部、高校生時代はダンス部に所属していた。
大学生時代は一橋大学が本拠の演劇サークル「劇団コギト」に在籍。そこで出会った小野綾香に誘われ松竹芸能養成所へ入学。コンビ「ガール座」を結成し、2014年にデビュー。
2019年にコンビ解散後、ピン芸人として活動するようになる。女芸人No.1決定戦 THE W 2023では準決勝に進出。
2021年、同じ松竹芸能所属のむろみさ、坊あかねとの3人組の「食わせたくなるアイドル」ユニット「ザ・トキメキハニーズ」を結成。2021年4月21日に「まんぷくドドンパ娘」（C/W「みんな元気にグータッチ！」両曲とも作詞：本橋夏蘭、作曲：富士十合、編曲：道譯進太郎　発売元：フリーボード、販売元：キングレコード）でCDデビューを果たした。
2022年7月から、坊あかねとのユニット「ももせとぼうちゃん」としての活動も行っている。
趣味はイラスト、写真を撮ること、餃子を包むこと。特技はダンス、反復横跳び。生理人類学士２級の資格を持つ。

## 出演

### テレビ
- NHK「いだてん」〜東京オリムピック噺〜第一部 白石役
- TBS「ハロー張りネズミ」第6話 浅田玲奈（整形前）役
- テレビ東京「美の巨人」
- 日本テレビ「スクール革命」
- テレビ朝日「出川のWHY」

### ラジオ
- 百瀬と平岡の開店準備（Stand.fm - 2022年11月12日 - 毎週土曜日10時更新）

### CD
- ザ・トキメキハニーズ「まんぷくドドンパ娘」（2021年4月21日）[5]

### 単独ライブ
- 「ジャム作るから行けない」（2022年8月27日、ばぐちか）[6]